# Sibuntuon (Balige)
Sibuntuon is een bestuurslaag in het regentschap Toba Samosir van de provincie Noord-Sumatra, Indonesië. Sibuntuon telt 352 inwoners (volkstelling 2010).